# Kumho Tire
 (septembre 2024).
Si vous disposez d'ouvrages ou d'articles de référence ou si vous connaissez des sites web de qualité traitant du thème abordé ici, merci de compléter l'article en donnant les références utiles à sa vérifiabilité et en les liant à la section « Notes et références ».

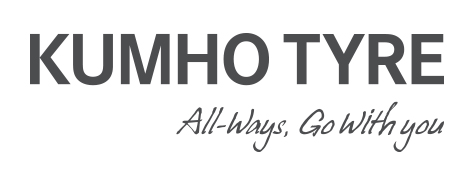
Ancien logo Kumho Tire entre 2006 et 2023.

Kumho Tyre est un fabricant et distributeur international de pneumatiques hautes performances.

## Histoire
Fondé en 1960 en Corée du Sud, Kumho Tyre est présent sur le marché international dans plus de 180 pays et vend chaque année plus de 56 millions de pneus pour les véhicules tourismes, SUV, 4X4, vans, camionnettes et poids-lourds ainsi que sur le marché du rallye. L'entreprise développe ainsi des gammes adaptées en fonction des spécificités de terrain dans chaque pays (sols enneigés, sols secs, sols mouillés, 4 saisons, tout-terrain, terrain gelé) grâce à :
- 1 siège social central à Gwangju[1] en Corée du Sud
- 8 sièges à travers le Monde États-Unis, Allemagne, Angleterre, France, Canada, Japon, Australie, Chine)
- 8 usines à travers le monde (3 en Corée du Sud, 3 en Chine, 1 au Vietnam, 1 aux États-Unis)
- 5 centres de Recherche & Développement (2 en Corée du Sud, 1 en Chine, 1 aux États-Unis, 1 en Allemagne)
- 12 filiales : (Autriche, Russie, Allemagne, Italie, Espagne, Mexique, Panama, Brésil, Émirats Arabes Unis, Égypte, Thaïlande, Vietnam)

Les pneus Kumho Tyre sont monte d'origine chez de nombreux constructeurs automobiles comme BMW, Mercedes-Benz, Audi, Volkswagen ou aussi Hyundai et Kia.
Kumho Tyre à l'origine, la société se définit aussi en Kumho Tire en fonction de l'écriture à l'anglaise.

## Kumho Tire en France
Kumho Tyre dispose depuis 1990 d'une succursale en France nommée Kumho Tire France.
Initialement à Lyon, le siège français se situe depuis 2007 à Paris avec un entrepôt central à Savigny sur Clairis (89).
Elle vend ses pneumatiques en B2B via un réseau de garages ou de grossistes, ainsi qu'en B2C via des sites de pneumatiques connus.
Plus connue en Corée du Sud, la société Kumho Tyre développe chaque année son marketing en France, ce qui lui a permis en 2016 de devenir partenaire officiel de l'Olympique Lyonnais (OL) pendant deux ans. Elle développe notamment sa notoriété via les réseaux sociaux ainsi que la presse spécialisée avec de nombreuses apparitions dans les magazines ZEPROS, L'Automobile magazine, Le Pneumatique, et d'autres encore.

## Gammes et marques Kumho
La société commercialise ses pneus sous différentes marques en fonction du marché :
- Ecsta : Marque de pneus UHP conçue avec les technologies requises pour les plus hautes vitesses (PS91, PS71, HS51)
- Ecowing : Marque de pneus conçue pour répondre aux attentes de diminution des émissions de CO2 et de kilométrage plus élevé (ES31, KH27)
- WinterCraft : Marque de pneus conçue pour des performances maximales en l'hiver et sur sol enneigé (WP71, WP51, WS71)
- Solus : Marque de pneus conçue pour offrir un meilleur confort de conduite et de hautes performances dans toutes les conditions climatiques (Pneus 4 saisons : HA31, HA32)
- Crugen : Marque de pneus conçue pour un confort et une stabilité de haut niveau pour les SUV routiers
- RoadVenture : Marque de pneus SUV authentique pour des usages routiers et tout-terrain
- PorTran : Marque de pneus exclusive pour camionnettes alliant performances et durabilité (KC53, CW51, CX11)
- Wattrun : Marque de pneus destinée aux véhicules électriques

## Monte d'origine
(mars 2024).
Un pneu est dit « monte d'origine » lorsqu'un fabricant de pneus est choisi par un constructeur automobile pour fournir les pneus sur le nouveau modèle d'un véhicule. Les 2 entités travaillent donc en collaboration sur les caractéristiques techniques les plus adaptées. Tous les véhicules neufs du nouveau modèle de voiture auront automatiquement les pneus du fabricant de pneus sélectionné.
Au fil des années, de nombreux constructeurs automobiles ont choisi et choisissent encore Kumho Tyre pour la fourniture de leurs pneumatiques en équipement d'origine.
| Marque        | Modèle          | Profil | Dimension   | Indices |
| ------------- | --------------- | ------ | ----------- | ------- |
| Audi          | Q5              | KL33   | 235/55 R19  | 101H    |
| BMW           | Mini Countryman | KH27   | 205/65 R16  | 95W     |
| BMW           | Serie 2         | KH27   | 205/60 R16  | 92V     |
| BMW           | Serie 2         | PS71   | 205/60 R16  | 96V     |
| BMW           | Serie 5         | PS91   | 245/45 R18  | 100Y    |
| BMW           | X3              | HP91   | 245/50 R19  | 105W    |
| Mercedes-Benz | Classe E        | PS91   | 245/45/ R18 | 100Y    |
| Volkswagen    | Polo            | ES31   | 185/65 R15  | 88H     |
| Renault       | Koleos          | KL21   | 225/65 R17  | 106H    |
| Renault       | Koleos          | HP91   | 225/60 R18  | 104H    |
| Renault       | Arkana          | HS51   | 215/60 R17  | 96H     |
| Renault       | Arkana          | HS51   | 215/55 R18  | 95H     |
| Renault       | Kango III       | ES31   | 185/65 R15  | 88T     |
| Hyundai       | Tucson          | KL33   | 225/60 R17  | 99H     |
| Hyundai       | Tucson          | KL33   | 225/55 R18  | 98H     |
| Hyundai       | Santa Fe        | HP91   | 235/60 R18  | 107V    |
| Skoda         | Octavia         | PS71   | 205/60 R16  | 92V     |
| Skoda         | Kamiq           | PS71   | 205/60 R16  | 92V     |
| Kia Motors    | Picanto         | KH27   | 175/65 R14  | 86T     |
| Kia Motors    | Rio             | KH27   | 185/65 R15  | 88H     |
| Kia Motors    | Sorento         | HP91   | 235/55 R19  | 101V    |
| Kia Motors    | Stonic          | KH27   | 185/65 R15  | 88H     |
| Seat          | Ibiza           | ES31   | 185/65 R15  | 88H     |
| Chevrolet     | SPark           | KH17   | 155/80 R13  | 79T     |
| Jeep          | Renegade        | KL33   | 215/60 R17  | 100V    |
| Jeep          | Renegade        | KL33   | 225/55 R18  | 98H     |
| Smart         | For two (AV)    | KH11   | 155/60 R15  | 74T     |
| Smart         | For two (AR)    | KH11   | 175/55 R15  | 77T     |
| Ssangyong     | Korando         | HP71   | 225/60 R17  | 99H     |
| Ssangyong     | Korando         | HP71   | 235/55 R18  | 100H    |
| Ssangyong     | Korando         | HP71   | 235/50 R19  | 99H     |